# Camptocladius trilineatus
Camptocladius trilineatus är en tvåvingeart som först beskrevs av Lundstrom 1915.  Camptocladius trilineatus ingår i släktet Camptocladius och familjen fjädermyggor. Inga underarter finns listade i Catalogue of Life.